# Црвена линија (НВО)
Удружење "Црвена линија" је непрофитна, невладина омладинска организација са седиштем у Новом Саду. Основана је 2002. године. Углавном се бави младима, особама које живе са ХИВ-ом и хомосексуалним особама.
У њиховим просторијама (NS Checkpoint) могуће је тестирати се на ХИВ и хепатитис. Особама се пружа саветовање око инфекције и понашања, као и лекарска помоћ.
Од децембра 2010. године Удружење "Црвена линија" је пуноправни члан УСОП-а (Унија организација Србије које се баве заштитом особа које живе са ХИВ-ом и АИДС-ом). Црвена линија врло ефикасно сарађује са Инфективном клиником у Новом Саду, Институтом за јавно здравље Војводине.

## Циљеви
Циљеви организације су:
- Удруживање и организовање особа које живе са ХИВ/АИДС-ом и чланова њихових породица у Србији, зарад организованог деловања на обезбеђивању психо-социјалне, правне, здравствене и друге заштите, подршке и помоћи.
- Подизање здравствене и културне свести.
- Унапређење свеукупног положаја и права младих и других осетљивих група.
- Социјална инклузија осетљивих група.
- Заштита људских и мањинских права.
- Јавно заступање за промену односа друштва према осетљивим групама.